# Arcidiocesi di Hanoi

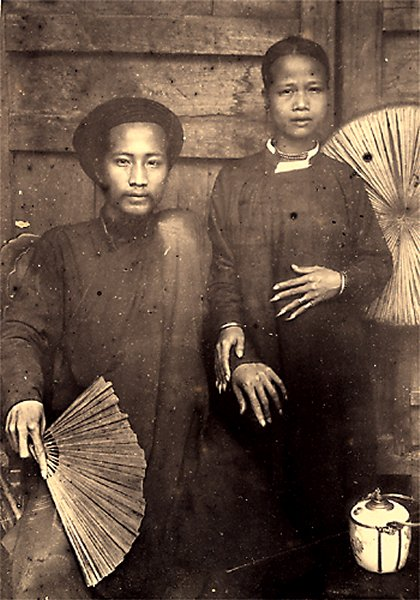
Cattolici tonchinesi nel 1885.

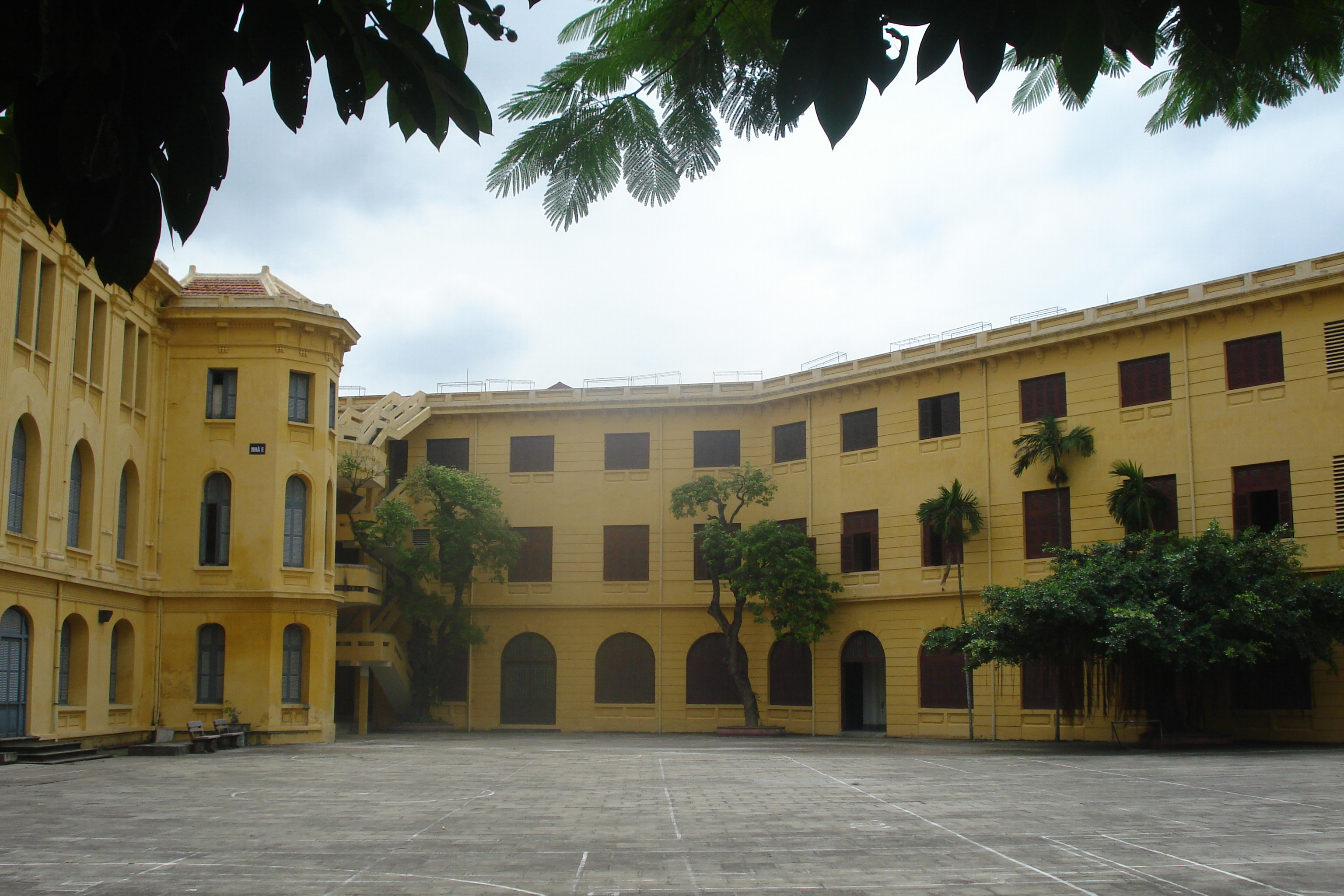
Il seminario San Giuseppe di Hanoi.

L'arcidiocesi di Hanoi (in latino Archidioecesis Hanoiensis) è una sede metropolitana della Chiesa cattolica in Vietnam. Nel 2021 contava 325.000 battezzati su 8.732.000 abitanti. È retta dall'arcivescovo Joseph Vũ Văn Thiên.

## Territorio
L'arcidiocesi si trova nel nord del Vietnam. Oltre alla maggior parte della città di Hanoi, comprende per intero la provincia di Ha Nam, e porzioni delle province di Hung Yen e di Hoa Binh.
Sede arcivescovile è la città di Hà Nôi, dove si trova la cattedrale di San Giuseppe.
Il territorio si estende su 6.000 km² ed è suddiviso in 151 parrocchie.

### Provincia ecclesiastica
La provincia ecclesiastica di Hanoi, istituita nel 1960, comprende le seguenti suffraganee:
- diocesi di Bắc Ninh,
- diocesi di Bùi Chu,
- diocesi di Hà Tĩnh,
- diocesi di Hải Phòng,
- diocesi di Hưng Hóa,
- diocesi di Lạng Sơn e Cao Bằng,
- diocesi di Phát Diêm,
- diocesi di Thái Bình,
- diocesi di Thanh Hóa,
- diocesi di Vinh.

## Storia
L'evangelizzazione del Tonchino iniziò nel 1627 con il gesuita Alexandre de Rhodes, che già aveva dato avvio alle missioni nella Cocincina. La sua opera ebbe un notevole successo, che non si fermò nemmeno davanti all'espulsione dei missionari. Lo stesso de Rhodes, attorno al 1650, suggerì a Propaganda Fide l'invio di missionari preparati ad hoc per le missioni in quelle lontane terre.
Nonostante le resistenze del governo portoghese, che riteneva che tutti quei territori dipendessero dal padroado regio portoghese e dalla diocesi di Macao, la Santa Sede eresse il vicariato apostolico del Tonchino il 9 settembre 1659 con il breve Super cathedram di papa Alessandro VII. Questa nuova circoscrizione ecclesiastica fu affidata a François Pallu che, assieme a Pierre Lambert de la Motte, vicario apostolico della Cocincina, aveva fondato a Parigi la Società per le missioni estere, a cui fu affidata l'opera di evangelizzazione di tutto il sud-est asiatico.
Dal 1666 fu messa in atto la costituzione di Propaganda Fide sulla formazione dei preti autoctoni, opera che diede i suoi frutti nel 1668 con l'ordinazione dei primi 2 preti tonchinesi, cui seguirono altri 7 nel 1670. In questo stesso anno Pierre de la Motte, in assenza di Pallu, indisse il primo sinodo del Tonchino, in cui furono gettate le basi per l'organizzazione della Chiesa. Fu fondata anche la congregazione religiosa locale delle Suore amanti della Santa Croce, che si diffuse poi in tutto il Paese.
Il successo della missione convinse la Santa Sede a dividere il vicariato apostolico in due. Il 24 luglio 1678 la parte orientale divenne il vicariato apostolico del Tonchino orientale (oggi diocesi di Hải Phòng), affidato a François Deydier, vicario generale di Pallu, mentre il primitivo vicariato assunse il nome di vicariato apostolico del Tonchino occidentale, retto da Jacques de Bourges.
Nel 1680 cedette un'altra porzione di territorio a vantaggio dell'erezione del vicariato apostolico di Sichuan (oggi diocesi di Chengdu).
Nonostante le periodiche persecuzioni, il cristianesimo progredì per tutto il XVIII secolo. Alcuni conflitti di giurisdizione opposero i missionari delle missioni estere di Parigi con quelli della Compagnia di Gesù, e vi si immischiarono anche alcuni missionari dipendenti dal padroado; questo obbligò la Santa Sede ad intervenire con due visite apostoliche nel 1733 e nel 1762.
Verso la metà del Settecento, il vicariato apostolico del Tonchino occidentale contava all'incirca 110.000 cristiani, grazie al lavoro dei gesuiti, delle missioni estere di Parigi (che in soli 40 anni, dal 1660 al 1700, avevano inviato 85 missionari in Indocina e in Siam), dei preti locali, dei catechisti e delle religiose, soprattutto delle suore amanti della Santa Croce, che nel 1755 avevano già fondato oltre una trentina di conventi.
Dalla fine del Settecento fino all'instaurazione del protettorato francese negli anni 1884/1885 si alternarono periodi di pace con violente persecuzioni. Nel martirologio romano si trovano più di 50 occorrenze relative a martiri e santi del Tonchino, e cinque di queste riguardano espressamente martiri di Hanoi.
Tra i vicari apostolici dell'Ottocento merita una particolare menzione Jacques-Benjamin Longer, vicario dal 1789 al 1831. Durante il suo lungo episcopato ordinò 112 preti autoctoni, riorganizzò il seminario maggiore e i seminari minori e fece stampare nel 1802 un catechismo che rimase in vigore fino al 1930.
Il 27 marzo 1846, il 15 aprile 1895 e il 15 aprile 1901 cedette ulteriori porzioni di territorio a vantaggio dell'erezione rispettivamente del vicariato apostolico del Tonchino meridionale (oggi diocesi di Vinh), del vicariato apostolico del Tonchino superiore (oggi diocesi di Hưng Hóa) e del vicariato apostolico del Tonchino marittimo (oggi diocesi di Phát Diêm).
Durante l'episcopato di Paul-François Puginier (1868-1892) fu costruita la cattedrale di San Giuseppe, inaugurata il giorno di Natale del 1886.
Il 3 dicembre 1924 assunse il nome di vicariato apostolico di Hà Nôi in forza del decreto Ordinarii Indosinensis della Congregazione di Propaganda Fide.
Dal 18 novembre al 6 dicembre 1934 Hà Nôi fu sede del primo e, finora, unico concilio plenario dell'Indocina, a cui presero parte 16 vicari apostolici, 2 prefetti apostolici, 6 vicari provinciali e superiori religiosi, ed altri rappresentanti della Chiesa cattolica locale, sotto la presidenza del delegato apostolico Victor Colombanus Dreyer.
Il 18 aprile 1950 per effetto del decreto Cum in Vicariatu della Sacra Congregazione di Propaganda Fide il vicariato apostolico fu affidato al clero secolare e il nome latino del vicariato mutò da de Hanoi a Hanoiensis. La sede fu affidata, per la prima volta dal XVII secolo, ad un membro del clero locale, Joseph Marie Trịnh Như Khuê, che nel 1976 divenne il primo cardinale vietnamita.
L'11 gennaio 1952, con la lettera apostolica Intaminatum Deiparae, papa Pio XII proclamò San Giuseppe patrono principale del vicariato apostolico.
Il 24 novembre 1960, in concomitanza con la costituzione della gerarchia cattolica in Vietnam, il vicariato apostolico fu elevato al rango di arcidiocesi metropolitana con la bolla Venerabilium Nostrorum di papa Giovanni XXIII. La provincia ecclesiastica comprendeva tutte le diocesi del Vietnam del Nord.

## Cronotassi dei vescovi
Si omettono i periodi di sede vacante non superiori ai 2 anni o non storicamente accertati.
- François Pallu, M.E.P. † (9 settembre 1659 - 1679 dimesso[5])
- Jacques de Bourges, M.E.P. † (25 novembre 1679 - 9 agosto 1714 deceduto)
- Edmond Bélot, M.E.P. † (9 agosto 1714 succeduto - 2 gennaio 1717 deceduto)
- François-Gabriel Guisain, M.E.P. † (3 ottobre 1718 - 17 novembre 1723 deceduto)
  - Sede vacante (1723-1738)
- Louis Néez, M.E.P. † (8 ottobre 1738 - 19 ottobre 1764 deceduto)
- Bertrand Reydellet, M.E.P. † (19 ottobre 1764 succeduto - 27 luglio 1780 deceduto)
- Jean Davoust, M.E.P. † (18 luglio 1780 succeduto - 17 agosto 1789 deceduto)
- Jacques-Benjamin Longer, M.E.P. † (17 agosto 1789 succeduto - 8 febbraio 1831 deceduto)
- Joseph-Marie-Pélagie Havard, M.E.P. † (8 febbraio 1831 succeduto - 5 luglio 1838 deceduto)
- San Pierre-Rose-Ursule Dumoulin-Borie, M.E.P. † (5 luglio 1838 succeduto - 24 novembre 1838 deceduto)
- Pierre-André Retord, M.E.P. † (24 novembre 1838 succeduto - 22 ottobre 1858 deceduto)
- Charles-Hubert Jeantet, M.E.P. † (22 ottobre 1858 succeduto - 24 luglio 1866 deceduto)
- Joseph-Simon Theurel, M.E.P. † (24 luglio 1866 succeduto - 3 novembre 1868 deceduto)
- Paul-François Puginier, M.E.P. † (3 novembre 1868 succeduto - 25 aprile 1892 deceduto)
- Pierre-Jean-Marie Gendreau, M.E.P. † (25 aprile 1892 succeduto - 7 febbraio 1935 deceduto)
- François Chaize, M.E.P. † (7 febbraio 1935 succeduto - 23 febbraio 1949 deceduto)
- Joseph Marie Trịnh Như Khuê † (18 aprile 1950 - 27 novembre 1978 deceduto)
- Joseph-Marie Trịnh Văn Căn † (27 novembre 1978 succeduto - 18 maggio 1990 deceduto)
  - Sede vacante (1990-1994)[6]
- Paul Joseph Phạm Đình Tụng † (23 marzo 1994 - 19 febbraio 2005 ritirato)
- Joseph Ngô Quang Kiệt (19 febbraio 2005 - 13 maggio 2010 dimesso)
- Pierre Nguyễn Văn Nhơn (13 maggio 2010 succeduto - 17 novembre 2018 ritirato)
- Joseph Vũ Văn Thiên, dal 17 novembre 2018

## Statistiche
L'arcidiocesi nel 2021 su una popolazione di 8.732.000 persone contava 325.000 battezzati, corrispondenti al 3,7% del totale.
| anno | popolazione | popolazione | popolazione | presbiteri | presbiteri | presbiteri | presbiteri                | diaconi | religiosi | religiosi | parrocchie |
| anno | battezzati  | totale      | %           | numero     | secolari   | regolari   | battezzati per presbitero | diaconi | uomini    | donne     | parrocchie |
| ---- | ----------- | ----------- | ----------- | ---------- | ---------- | ---------- | ------------------------- | ------- | --------- | --------- | ---------- |
| 1950 | 200.000     | 2.000.000   | 10,0        | 228        | 161        | 67         | 877                       |         | 39        | 184       | 125        |
| 1963 | 157.000     | ?           | ?           | 51         | 50         | 1          | 3.078                     |         | 1         | 13        | 112        |
| 1995 | 400.000     | 6.000.000   | 6,7         | 61         | 53         | 8          | 6.557                     |         | 12        | 220       | 130        |
| 2000 | 320.000     | 6.000.000   | 5,3         | 41         | 39         | 2          | 7.804                     |         | 2         | 177       | 135        |
| 2001 | 300.000     | 6.000.000   | 5,0         | 39         | 37         | 2          | 7.692                     |         | 44        | 271       | 130        |
| 2002 | 305.000     | 6.000.000   | 5,1         | 49         | 46         | 3          | 6.224                     |         | 45        | 280       | 130        |
| 2003 | 304.000     | 6.000.000   | 5,1         | 49         | 45         | 4          | 6.204                     |         | 7         | 212       | 130        |
| 2004 | 282.886     | 5.297.339   | 5,3         | 59         | 55         | 4          | 4.794                     |         | 15        | 231       | 132        |
| 2006 | 290.754     | 5.297.339   | 5,5         | 55         | 52         | 3          | 5.286                     |         | 14        | 244       | 133        |
| 2013 | 346.000     | 5.620.000   | 6,2         | 117        | 108        | 9          | 2.957                     |         | 35        | 432       | 72         |
| 2016 | 315.764     | 8.651.000   | 3,7         | 155        | 120        | 35         | 2.037                     |         | 54        | 452       | 145        |
| 2019 | 317.560     | 8.623.680   | 3,7         | 170        | 150        | 20         | 1.868                     |         | 33        | 529       | 151        |
| 2021 | 325.000     | 8.732.000   | 3,7         | 203        | 170        | 33         | 1.600                     |         | 43        | 748       | 174        |